# Yasser Chávez
Yasser David Chávez Borelly  (Magangué, Bolívar, Colombia; 5 de marzo de 1995) es un futbolista colombiano de ascendencia francesa que juega como Arquero y actualmente milita en Patriotas Boyacá de la Categoría Primera A colombiana.

## Selección nacional

### Selección juvenil
Jugó para el equipo Sub-20 en el Campeonato Sudamericano de Fútbol Sub-20 de 2015.
Fue seleccionado por Pisis Restrepo para el plantel de 23 hombres que disputaría la Copa Mundial de Fútbol Sub-20 de 2015 en Nueva Zelanda. Compartió la posición con Álvaro Montero sin llegar a sumar minutos en cancha.

## Clubes
| Club               | País     | Año             |
| ------------------ | -------- | --------------- |
| Bogotá Fútbol Club | Colombia | 2011 — 2018     |
| Patriotas Boyacá   | Colombia | 2020 — Presente |

## Estadísticas
| Club                   | Temporada  | Torneo | Torneo | Copa Nacional | Copa Nacional | Copa Internacional | Copa Internacional | Total | Total |
| Club                   | Temporada  | Part.  | Goles  | Part.         | Goles         | Part.              | Goles              | Part. | Goles |
| ---------------------- | ---------- | ------ | ------ | ------------- | ------------- | ------------------ | ------------------ | ----- | ----- |
| Bogotá F.C. · Colombia | 2011       | 0      | 0      | 2             | 0             | –                  | –                  | 2     | 0     |
| Bogotá F.C. · Colombia | 2012       | 7      | 0      | 4             | 0             | –                  | –                  | 11    | 0     |
| Bogotá F.C. · Colombia | 2013       | 6      | 0      | 6             | 0             | –                  | –                  | 12    | 0     |
| Bogotá F.C. · Colombia | 2014       | 20     | 0      | 1             | 0             | –                  | –                  | 21    | 0     |
| Bogotá F.C. · Colombia | 2015       | 22     | 0      | 2             | 0             | –                  | –                  | 24    | 0     |
| Bogotá F.C. · Colombia | 2016       | 32     | 0      | 1             | 0             | –                  | –                  | 33    | 0     |
| Bogotá F.C. · Colombia | 2017       | 21     | 0      | 1             | 0             | –                  | –                  | 22    | 0     |
| Bogotá F.C. · Colombia | 2018       | 2      | 0      | 0             | 0             | –                  | –                  | 2     | 0     |
| Total club             | Total club | 110    | 0      | 17            | 0             | 0                  | 0                  | 127   | 0     |